# Наш человек в Ираке
«Наш человек в Ираке» (англ. Our Man in Iraq, хорв. Naš čovjek na terenu — «Наш человек на земле») — роман хорватского писателя Роберта Перишича. Первоначально он был опубликован в Хорватии, где стал бестселлером и получил премию газеты Jutarnji list за лучшую прозу в 2007 году. Роман также был удостоен награды Literaturpreis der Steiermärkischen Sparkasse в 2011 году.
Книга «Наш человек в Ираке» была переведена на английский язык Уиллом Фёртом и опубликована в Великобритании в 2012 году издательством Istros Books, а в США в следующем году — издательством Black Balloon Publishing. Книга доступна в формате мягкой обложки и электронной книги. The Guardian назвала английский перевод «обязательным к прочтению… блестяще передаёт современный Загреб». Publishers Weekly также похвалила его как «умную, резкую книгу», а The Toronto Star — как «ужасно остроумную и оригинальную». The Times Literary Supplement сравнил английский перевод с «Бравым солдатом Швейком» Ярослава Гашека и «Бойней номер пять» Курта Воннегута. По словам The New Yorker, роман «легкомыслен, наполнен чувством социальной текучести, которое приходит с демократией». Сол Аустерлиц в The Boston Globe, назвал произведение комическим романом, заявив, что это «расширенная уловка… [с] боем, скрупулёзно ведущимся на расстоянии».
Действие фильма «Наш человек в Ираке» происходит в Загребе в 2003 году. В центре сюжета — журналист Тони, которого осаждают его родственники из сельской местности с просьбами о работе. Поддавшись настояниям матери, Тони договаривается, чтобы его двоюродный брат Борис освещал продолжающееся вторжение США в Ирак, несмотря на его длительный шок от войны за независимость Хорватии. Поскольку сообщения Бориса из Ирака становятся всё более странными, Тони тайно переписывает их до тех пор, пока они не перестают поступать совсем, а Борис пропадает. Тони вынужден скрывать исчезновение Бориса от своей семьи и газеты, одновременно преодолевая собственные романтические, культурные и профессиональные препятствия в стране, которая неуклюже движется от социализма к глобальному капитализму.